# Ernst Heyda
Ernst Heyda (Pseudonyme: Ernst Albert, Frank O. Bach, Rex Dryden, P. E. A. Ergon, Ernst Walter; * 27. Mai 1910 in Frankfurt am Main; † 1979) war ein deutscher Verleger, Schriftsteller und Übersetzer.

## Leben
Ernst Heyda lebte in Rastatt. Sein literarisches Werk umfasst Romane, Erzählungen, Jugendbücher und Bühnensketche. Daneben übersetzte er in den Siebzigerjahren zahlreiche belletristische Werke aus dem Englischen ins Deutsche, darunter Kriminal-, Horror- und Science-Fiction-Romane sowie nicht zuletzt zahlreiche pornografische Romane.  

## Werke
- Er, Sie, Es. Radolfzell 1938
- Von der Herzen Sehnsucht. Radolfzell 1938
- Michael Panten. Offenbach a. M. 1943
- Schreck am Morgen und 2 weitere humoristische Sketsche. Köln 1955
- Ein Küßchen in Ehren. Frankfurt a. M. 1957 (zusammen mit Hans Traxler)
- Stabwechsel mit Petra. Hannover 1957
- Bongos lustige Streiche. Hannover 1959
- Sketche, die zünden! Darmstadt (zusammen mit Kurt Freudinger)
  - 2 (1959)
- Zwanzig heitere Sketsche. Köln 1959
- Aus heiterem Himmel. Auf die Minute. München 1960
- Die Enthüllung. Bestimmt Vererbung. München 1960
- Ein entzückendes Hütchen. Der Egoist. München 1960
- Die Hauptrolle. Berufene Kritik. München 1960
- Das Mauseloch. Einladung zum Fest. München 1960
- Seemannsgarn. Vorbildliches Betriebsklima. Stade/Elbe 1960
- Der tüchtige Nachwuchs. Ein beruhigender Sohn. München 1960
- Damen-Sketsche, flott gemixt. Köln 1961 (zusammen mit Kurt A. Goetz)
- Er, sie und die Umwelt. Recklinghausen 1961
- Das verrückte Büro. Köln 1961
- Vor allem Offenheit. München 1961
- Fernsehen kommt in's Haus. Köln 1962
- Jetzt geht’s los. Köln 1962
- Peter fährt zum Endspiel. Lengerich (Westf.) 1962
- Mein Sohn, die Weiber sind gefährlich. München 1963
- Man muß auch verlieren können. Göttingen 1964
- Eine Schiedsrichter-Bestechung. Die Fußballkrankheit. Graz 1964
- Selbstbedienung. Der verlorene Berg. München 1964
- Ich sammele Briefmarken. Göttingen 1965
- Sein großes Spiel. Göttingen 1965
- Große Freude an kleinen Marken. Göttingen 1966
- Ich sammele mit Köpfchen. Göttingen 1966
- Inspektor Morris. 6 Bände, Göttingen 1966
- Sport, Spiel, Spannung. Göttingen 1966
- Privatdetektiv Slim Shatter. Göttingen 1967
- Slim Shatter greift ein. Göttingen 1967
- Slim Shatters großer Fall. Göttingen 1967
- Die große Jagd um Punkte und Tore. Balve/Westf. 1968
- Uwe findet zum Fußball. Göttingen 1968
- Der Sommersprossen-König. Göttingen 1969
- Gier ohne Fesseln. Schmiden b. Stuttgart 1971 (unter dem Namen Ernst Walter)
- Mit 17 wurde sie Boß. Balve/Westf. 1971
- Die siegreichen Vier. Hannover 1971
- Tor- und Tollheiten einer Sexbesessenen. Schmiden b. Stuttgart 1971 (unter dem Namen Ernst Walter)
- Vater gesucht. Darmstadt 1972
- Er kam, sah und bumste. Flensburg 1974 (unter dem Namen Rex Dryden)
- Frischzellenbehandlung. Darmstadt 1974
- Gruppensex im Swimming-Pool. Wiesbaden 1974 (unter dem Namen Ernst Walter)
- Das Testament. Darmstadt 1976
- Willi auf Abwegen. Darmstadt 1976
- Mit einem Fußball fing es an. Hannover 1977

## Herausgeberschaft
- Georg Büchner: Lenz. Frankfurt a. M. 1946
- Adalbert Stifter: Der Nachsommer. Mannheim 1946
- Närrische Reden für die Bütt. Köln 1963

## Übersetzungen
- Dan Abelow: Der vollkommene Sex. München 1977
- Michael Adrian: Hemmungslos der Lust verfallen. Wien [u. a.] 1974 (übersetzt unter dem Namen Ernst Walter)
- J. Aphrodite: Erotische Fantasien der Frauen. München 1977
- Joseph Arrowsmith: Geile Sex-Sprünge. Basel 1976 (übersetzt unter dem Namen Ernst Walter)
- Collis Barker: Tennis, Penis und Pistolen. Fellbach 1975
- Blut ... Blut. Sasbachwalden 1972 (übersetzt zusammen mit H. U. Nichau)
- Sloan Brittain: Liebe ohne Grenzen. Fellbach-Schmiden 1973
- Carol Caine: Schamlos und frech. Fellbach-Schmiden 1973
- Dora Carl: Hunter jagt geile Puppen. Wien [u. a.] 1975 (übersetzt unter dem Namen Ernst Walter)
- Mike Carroll: Zerwühlte Betten. Fellbach-Schmiden 1973
- Nick Carter: Kamikaze der Jumbos. Frankfurt/M. [u. a.] 1978
- Nick Carter: Menschenopfer für die Todesgöttin. Frankfurt/M. [u. a.] 1977
- Carter Cash: Pfeffer in der Schote. Basel 1976 (übersetzt unter dem Namen Ernst Albert)
- Lucas J. Cassel: Susan sext sich durch. Fellbach-Schmiden 1973
- J. C. Comstock: Auf Lindas heißem Körper. Fellbach-Schmiden 1973
- Robert Conrad: Gelobt sei, was ihn hart macht. Wien [u. a.] 1975 (übersetzt unter dem Namen Ernst Walter)
- Malcolm Corris: Selten so geliebt. Fellbach-Schmiden 1973
- Corny Court: Geiler Hahn sucht steilen Zahn. Wien [u. a.] 1974 (übersetzt unter dem Namen Ernst Walter)
- Dämon der Finsternis. Baden-Baden 1972 (übersetzt zusammen mit Hella Unruh)
- Odda Delazzo: Die Lust am Laster. Wien [u. a.] 1974 (übersetzt unter dem Namen Ernst Walter)
- David Delvin: Alles über Liebe und Sex. Flensburg 1974 (übersetzt unter dem Namen Ernst Walter)
- Paul Edwards: Stahlschädel. Frankfurt/M. 1977
- Philip Elder: Hinein und hinauf. Fellbach-Schmiden 1973
- Engel des Bösen. Baden-Baden 1972 (übersetzt zusammen mit Hella Unruh)
- Lin Evans: Komm ins Bett, Liebling. Schmiden (bei Stuttgart) 1972
- Bron Fane: Dunkle Mächte. Sasbachwalden 1973
- Dorothy Fletcher: Das Haus der flüsternden Winde. Darmstadt 1976
- John Foss: Die Stewardeß am Knüppel des Piloten. Wien [u. a.] 1974 (übersetzt unter dem Namen Ernst Walter)
- R. C. Gold: Ihr blondes Vorgärtchen. Wien [u. a.] 1976 (übersetzt unter dem Namen Ernst Walter)
- Rod Gray: Die Finger-Lady. Schmiden (bei Stuttgart) 1971
- Rod Gray: Gefährliche Umarmungen. Schmiden b. Stuttgart 1971
- Jay Greene: Der käufliche Paul. Würzburg 1980 (übersetzt unter dem Namen Ernst Walter)
- Jay Greene: My brother, my lover. Würzburg 1980 (übersetzt unter dem Namen Ernst Walter)
- Jay Greene: Strand der wilden Lüste. Darmstadt 1978 (übersetzt unter dem Namen Ernst Walter)
- Brian Hartley: Wilder Sexhunger. Fellbach 1974
- Hinrichtung. Baden-Baden 1972
- Die Höllenkatze. Sasbachwalden 1972 (übersetzt zusammen mit Hella Unruh)
- Donald Honig: Geständnis vor dem Tod. Baden-Baden 1972
- Lance Horner: Der Mandingo von Falconhurst. München 1977
- Evan Hunter: Blutiger Asphalt, Rastatt/Baden 1959
- Calvin L. Jenkins: Impulsiv! Frankfurt/M. [u. a.] 1992
- B. W. Jones: Bett-Piraten. Fellbach-Schmiden 1973
- Kermit Klitch: Das haarige Dreieck. Wien [u. a.] 1974 (übersetzt unter dem Namen Ernst Walter)
- Andrew Laird: In allen Betten gerecht. Schmiden b. Stuttgart 1971
- Dorsey Lang: Geile Schwestern. Wien [u. a.] 1976 (übersetzt unter dem Namen Ernst Albert)
- Charles Larson: Bluts-Brüder. München 1978
- Leichen. Sasbachwalden 1972 (übersetzt zusammen mit Hella Unruh)
- John London: Triumph der Lust. Fellbach-Schmiden 1973
- Peter B. Long: Koitus maschinell. Wien [u. a.] 1973 (übersetzt unter dem Namen Ernst Walter)
- Vince de Luca: Spion in einem Bett. Würzburg 1976 (übersetzt unter dem Namen Ernst Walter)
- Aldo Lucchesi: Sex-Magier. Darmstadt 1974 (übersetzt unter dem Namen Ernst Walter)
- Wanda Luttrell: Haus der Garland. Baden-Baden 1972
- B. von Marnitz: Hübsches Röschen mit heißem Döschen. Wien [u. a.] 1974 (übersetzt unter dem Namen Ernst Walter)
- Guy Martin: Schwarz auf weiß. Fellbach-Schmiden 1973
- Jack Matcha: Der Mittagsmörder. Baden-Baden 1972
- Clayton Matthews: Sie liebte wie eine Tigerin. Fellbach-Schmiden 1973
- Mein ist die Rache. Sasbachwalden 1973 (übersetzt zusammen mit Hella Unruh)
- Robert Moore: Wilde Bettspiele. Schmiden (bei Stuttgart) 1971
- William F. Nolan: Flucht ins 23. Jahrhundert. München 1977
- Max Nortic: Sex-Motel. Frankfurt/Main 1969 (übersetzt unter dem Namen Ernst Walter)
- Michael Packard: Ein Mann sieht Sex. Wien [u. a.] 1975 (übersetzt unter dem Namen Frank O. Bach)
- Alan Parker: Bugsy Malone. München 1976
- Das Phänomen des Todes. Sasbachwalden 1973 (übersetzt zusammen mit Hella Unruh)
- Rick Phillips: Homo-Sex. Würzburg 1980 (übersetzt unter dem Namen Ernst Walter)
- Jim Pins: Komm tiefer, Süßer. Baden-Baden 1972
- Ellery Queen: Leichen sind schweres Gepäck. Frankfurt/M. [u. a.] 1977
- Ellery Queen: Das rächende Dorf. Frankfurt/M. [u. a.] 1978
- Frank D. Reeve: Sex im Raumschiff. Basel 1976 (übersetzt unter dem Namen Ernst Walter)
- Frank D. Reeve: Der Teufel hat den Sex gemacht. Wien [u. a.] 1976 (übersetzt unter dem Namen Frank O. Bach)
- Mary Reisner: Todeshalle. Baden-Baden 1972
- Samantha Rider: Sex-Festival. Basel 1976 (übersetzt unter dem Namen Frank O. Bach)
- James Ronald: Mordfamilie. Sasbachwalden 1972
- Randy Ronson: Penthouse-Sex. Wien [u. a.] 1974 (übersetzt unter dem Namen Ernst Walter)
- Kenneth Royce: Der Schuß daneben. Frankfurt/M. [u. a.] 1977
- Peter Saxon: Das neue Gesicht. Sasbachwalden 197
- Michael Scheff: Airport 77. München 1977
- David Seltzer: Das Omen. München
  - 1 (1976)
- Ed Shaughnessy: Am Anfang war die Lust. Wien [u. a.] 1975 (übersetzt unter dem Namen Ernst Walter)
- Russell Smith: Eine nach der anderen. Wien [u. a.] 1975 (übersetzt unter dem Namen Ernst Walter)
- Geneviève St. John: Das Geheimnis der Dresden-Farm. Sasbachwalden 1972
- Bret Steele: Verführung im Canyon. Wien [u. a.] 1975 (übersetzt unter dem Namen Ernst Walter)
- Gloria Steinway: Den Teufel im Leib. Schmiden (bei Stuttgart) 1971
- Gus Stevens: Die geilen Jungfrauen von Las Vegas. Wien [u. a.] 1974 (übersetzt unter dem Namen Ernst Walter)
- Rex Stout: Tödliche Zigarren. Frankfurt/M. [u. a.] 1976
- John F. Straker: Die Anhalterin. München 1978
- Peggy Swenson: Immer, immer wieder. Schmiden (bei Stuttgart) 1973
- Peggy Swenson: Schußfahrt zur Lust. Schmiden (bei Stuttgart) 1972
- Peggy Swenson: Unersättliche Nymphen. Schmiden (bei Stuttgart) 1973
- Nancy Taggart: B wie Bett und bumsen. Wien [u. a.] 1974 (übersetzt unter dem Namen Ernst Walter)
- Tod am Morgen. Sasbachwalden 1972 (übersetzt zusammen mit Hella Unruh)
- Unser süßes Rendezvous. Frankfurt/M. [u. a.] 1993 (übersetzt unter den Namen Ernst Walter und Frank O. Bach)
- Eugene Vale: Kinderkreuzzug. München 1977
- Verhext und versext. Frankfurt/M. [u. a.] 1992 (übersetzt unter den Namen Ernst Albert und Frank O. Bach)
- Veronica: Die geilen Künstler und ihr Modell. Basel 1976 (übersetzt unter dem Namen Ernst Walter)
- Channy Wadd: Die geile Desirée. Fellbach-Schmiden 1974
- Henry Whittier: Bin ich nun eine Nutte? Wien [u. a.] 1975 (übersetzt unter dem Namen Ernst Walter)
- Cheryl Wood: Starker Verkehr bei Lady Vicky. Wien [u. a.] 1974 (übersetzt unter dem Namen Ernst Walter)

| Personendaten    | Personendaten |
| ---------------- | --- |
| NAME             | Heyda, Ernst |
| ALTERNATIVNAMEN  | Albert, Ernst (Pseudonym); Bach, Frank O. (Pseudonym); Dryden, Rex (Pseudonym); Ergon, P. E. A. (Pseudonym); Walter, Ernst (Pseudonym) |
| KURZBESCHREIBUNG | deutscher Verleger, Schriftsteller und Übersetzer                                                                                      |
| GEBURTSDATUM     | 27. Mai 1910 |
| GEBURTSORT       | Frankfurt am Main |
| STERBEDATUM      | 20. Jahrhundert oder 21. Jahrhundert                                                                                                   |